# Noveleta
Noveleta (offiziell: Municipality of Noveleta; Filipino: Bayan ng Noveleta) ist eine Stadtgemeinde auf den Philippinen im Nordwesten der Provinz Cavite. 
Noveleta ist flächenmäßig die kleinste Stadtgemeinde der Provinz Cavite, liegt 26 Kilometer südwestlich von Manila und grenzt im Norden an Cavite City, im Osten an Kawit im Südosten an General Trias und im Südwesten an Rosario. Im Westen liegt die Manilabucht. 
Noveleta war bis zur Gründung als selbstständige Stadtgemeinde am 5. Januar 1868 ein Barrio von Kawit.

## Barangays
Noveleta ist administrativ in 16 Barangays unterteilt.
| - Magdiwang - Poblacion - Salcedo I - San Antonio I - San Juan I - San Rafael I - San Rafael II - San Jose I | - Santa Rosa I - Salcedo II - San Antonio II - San Jose II - San Juan II - San Rafael III - San Rafael IV - Santa Rosa II |